# 泉徳寺 (小牧市)

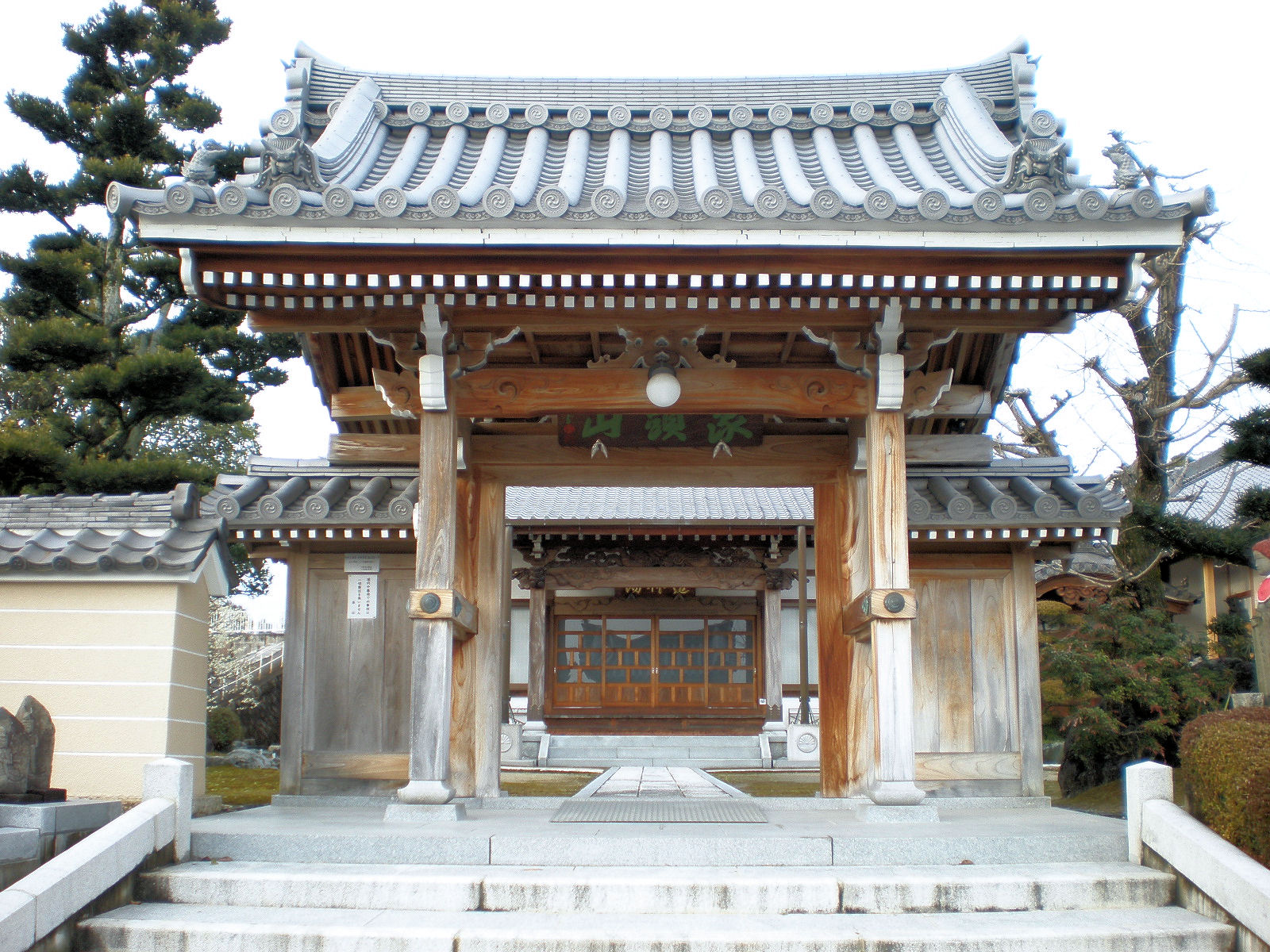
泉徳寺の山門

泉徳寺（せんとくじ）は、愛知県小牧市にある曹洞宗の寺院で、山号は象頭山。尾張国愛知郡春日井郡新四国八十八ヶ所の第64番目の札所。

## 歴史
- 1989年（平成元年） - 本堂が再建される。

## 所在地
- 愛知県小牧市大字本庄2615

## 交通手段
- こまき巡回バスの「本庄」停留所下車、徒歩1分。
- こまき巡回バスの「本庄東」停留所下車、徒歩3～5分。